# Scotland Street School Museum

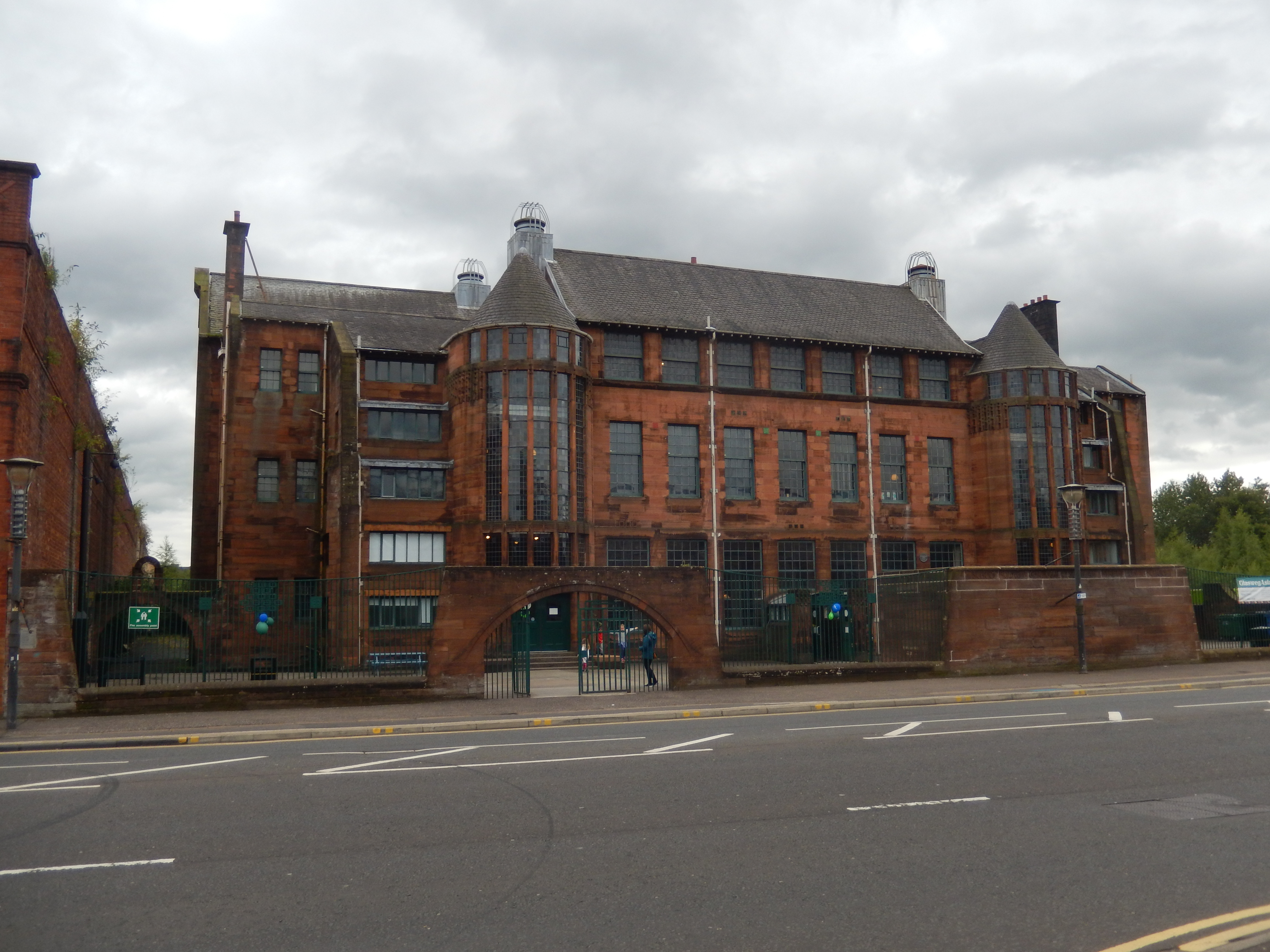
Scotland Street School Museum

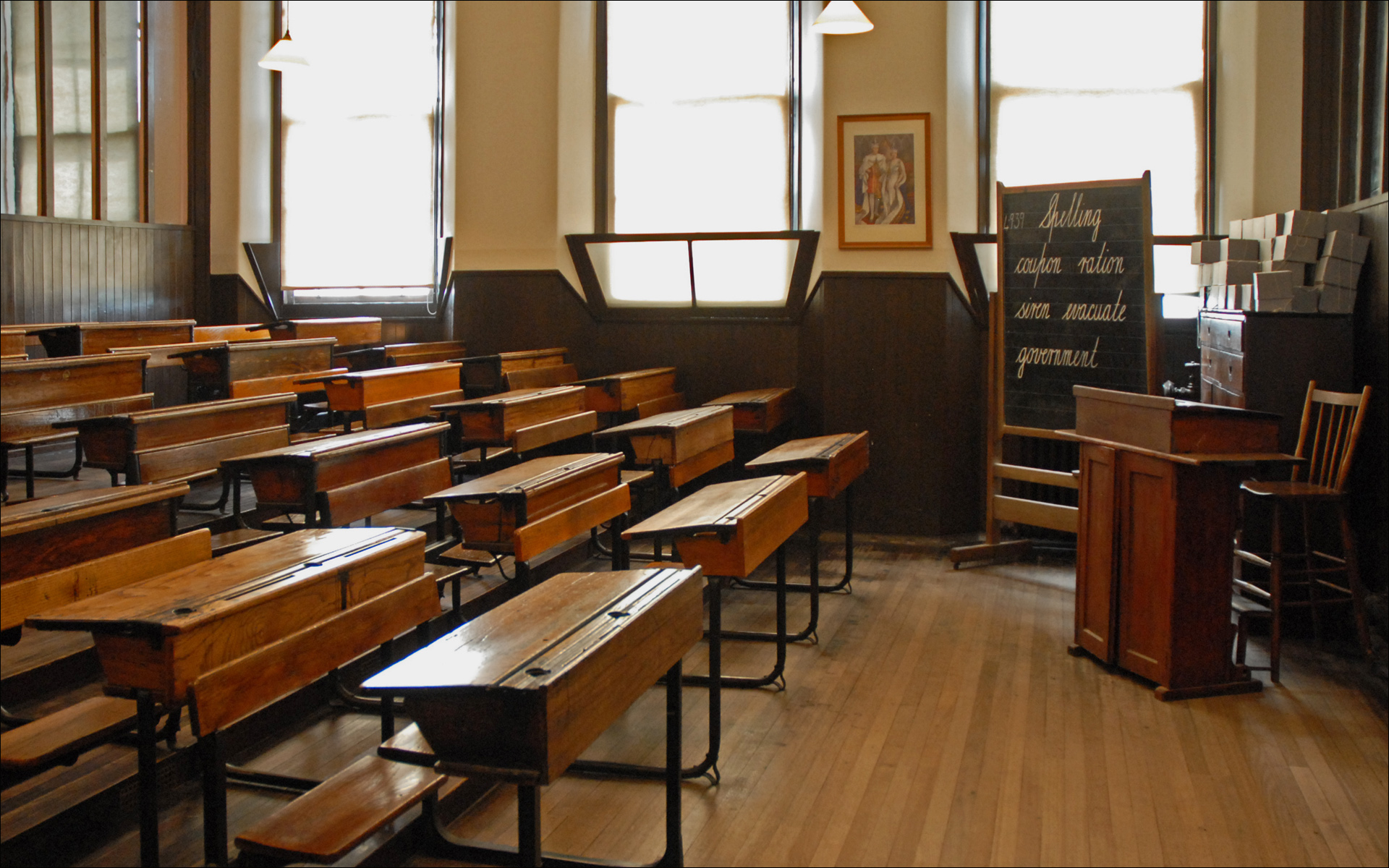
Klassenzimmer aus den 1940er Jahren

Das Scotland Street School Museum ist eine ehemalige Grundschule und heutiges Schulmuseum in der schottischen Stadt Glasgow. 1966 wurde das Bauwerk in die schottischen Denkmallisten in der höchsten Denkmalkategorie A aufgenommen.

## Geschichte
Das Gebäude wurde zwischen 1903 und 1906 als Grundschule erbaut. Den Entwurf lieferte der schottische Architekt Charles Rennie Mackintosh. Die Gesamtkosten beliefen sich auf 14.736 £. Bis in die 1990er Jahre wurde die Schule betrieben und dann zu einem Schulmuseum umfunktioniert. 2019 wurde das Scotland Street School Museum von rund 65.000 Personen besucht.

## Beschreibung
Das Scotland Street School Museum steht an der Scotland Street im Glasgower Süden. Der Jugendstilbau spiegelt Macintoshs Bewunderung der schottischen Renaissancearchitektur wider, die sich auch an seinen Entwürfen des Hill House und der Glasgow School of Art manifestieren. Die nordexponierte Hauptfassade des dreistöckigen Baus aus rotem Sandstein ist sieben Achsen weit. Zu beiden Seiten flankieren sie gerundete Treppentürmen mit flächigen Glaselementen und schiefergedeckten Kegeldächern. An ihren Füßen finden sich geschlechtergetrennte Eingänge. Die unregelmäßigen, gestuften Gebäudeabschlüsse sind mit stilisierten Strebepfeilern gestaltet. Es ragen wuchtige Kamine auf. Die 18 Achsen weite rückwärtige Südfassade ist verhältnismäßig schlicht ausgestaltet.